# Maria Teresa Ferrer i Mallol
Maria Teresa Ferrer i Mallol (Barcelona, 25 de agosto de 1940-Barcelona, 4 de marzo de 2017) fue una investigadora, historiadora medievalista y profesora universitaria española, que ocupó la dirección de la Institución Milá y Fontanals (IMF) del Consejo Superior de Investigaciones Científicas (CSIC) entre 1984 y 1995 y fue miembro del Instituto de Estudios Catalanes.

## Biografía
Se licenció en Filosofía y Letras por la Universidad de Barcelona en 1963 con Premio Extraordinario y se doctoró en la misma universidad en 1984 con una tesis titulada Moros i cristians, almogàvers i collerats a la frontera d’Oriola. Antes, de la mano de su profesor Emilio Sáez, ya se había vinculado a la IMF, donde se estabilizó profesionalmente en 1972. También impartió clases en la Universidad de Barcelona y colaboró con el Archivo Histórico de Protocolos de Barcelona (AHPB). Realizó, de forma precoz, varias estancias en Italia (Génova, Cagliari, Palermo, Spoleto, Roma, Prato) que, tanto a nivel personal como científico la influyeron profundamente.
Fue profesora de investigación del CSIC en la Institución Milá y Fontanals en Barcelona, miembro de la Sección Histórico-Arqueológica del Instituto de Estudios Catalanes, que presidió de 2006 a 2014 y vicepresidenta de la a Sociedad Española de Estudios Medievales (SEEM). Fue igualmente directora del Anuario de Estudios Medievales (1987-2010).
Las líneas y temas fundamentales de sus trabajos fueron la Corona de Aragón, la Baja Edad Media, el Mediterráneo, el comercio, la esclavitud, el islam, las minorías islámicas, la navegación, la piratería y los corsarios. Directora de una veintena de proyectos de investigación y cinco tesis doctorales, sus publicaciones en forma de artículos académicos, entradas de diccionarios y enciclopedias, capítulos de obras colectivas y libros abarcan una abundante bibliografía como el Corpus documental de les relacions internacionals de la Corona d’Aragó, al que dedicó una parte sustancial de sus estudios, o las cuatro monografías que publicó a raíz de la temática de su tesis doctoral: Els sarraïns de la Corona catalano-aragonesa en el segle XIV. Segregació i discriminació (1987); La frontera amb l'Islam en el segle XIV. Cristians i sarraïns al País Valencià (1988); Les aljames sarraïnes de la governació d’Oriola (segle XIV) (1988); y Organització i defensa d’un territori fronterer. La governació d’Oriola en el segle XIV (1990).
Falleció el 3 de marzo de 2017 en Barcelona a causa de un tumor cerebral.